# Uliești
Uliești es una comuna ubicada en el distrito de Dâmbovița, Rumania.

## Superficie
Posee una superficie de 61,46 kilómetros cuadrados.

## Demografía
Hasta 2021 la población era de 3923 habitantes, con una densidad de población de 63,83 habitantes por kilómetro cuadrado.